# Nathan Owens
Nathan Owens (ur. 9 marca 1984 r. w San Francisco, w stanie Kalifornia) – amerykański aktor telewizyjny, producent filmowy i model.
Urodzony w San Francisco, dorastał w Sacramento i później przeniósł się do Los Angeles. Podpisał kontrakt z agencją Major Model Management i Wilhelmina Los Angeles. Pracował m.in. dla Calvina Kleina i uczestniczył w kampanii reklamowej Polo Ralph Lauren Big Pony. Jego twarz ukazywała się na okładkach magazynów, między innymi "GQ", "DNA", "Gap", "Izod", "Polo", "Sperry" i "Ermanno Scervino".
Pojawił się także w teledyskach: Esmée Denters "Outta Here" (2009), jako ukochany Rihanny w wideoklipie "California King Bed" (2011) i Nicki Minaj - "Va Va Voom" (2012). Debiutował w filmie krótkometrażowym Chłopaki z baru (Boys from the Bar, 2011), a następnie zagrał rolę Camerona Davisa w operze mydlanej Dni naszego życia (Days of Our Lives, 2012-2013). W 2015 roku pojawił się jako postać drugoplanowa w serialu Pokojówki z Beverly Hills. Wcielił się w Jesse Morgana. W roku następnym, jego postać awansowała do głównej obsady produkcji.